# Route nationale 835
Pour les articles homonymes, voir Route 835.
La route nationale 835 ou RN 835 est une ancienne route nationale française reliant Chartres (Eure-et-Loir) à Saint-Péravy-la-Colombe (Loiret).
Elle rejoint alors la RD 955, ancienne RN 155 qui, à sa création en 1824, succède à la route impériale 175 et relie Orléans à Saint-Malo par Alençon.
À la suite de la réforme de 1972, la RN 835 est déclassée en RD 935.

## Tracé, départements et communes traversées

### Eure-et-Loir
Les communes traversées dans le département sont :
- Chartres, rue Saint-Brice ;
- Le Coudray, rue du Gord ;
- Morancez ;
- Ver-lès-Chartres ;
- Dammarie ;
- Boncé ;
- Montainville ;
- Villars ;
- Neuvy-en-Dunois ;
- Sancheville ;
- Courbehaye ;
- Cormainville, où elle croise la RD 927 ;
- Guillonville.

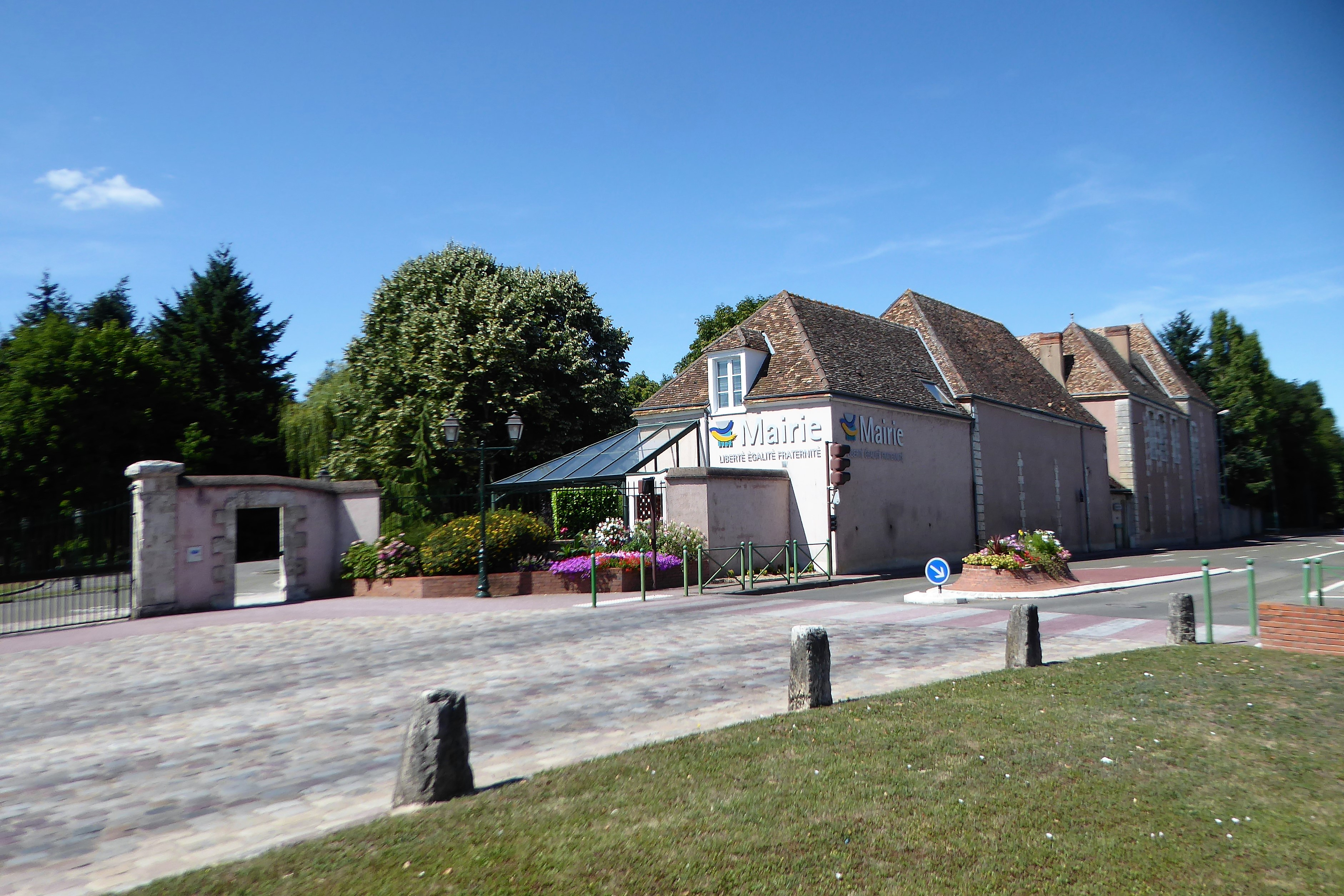
Mairie du Coudray.
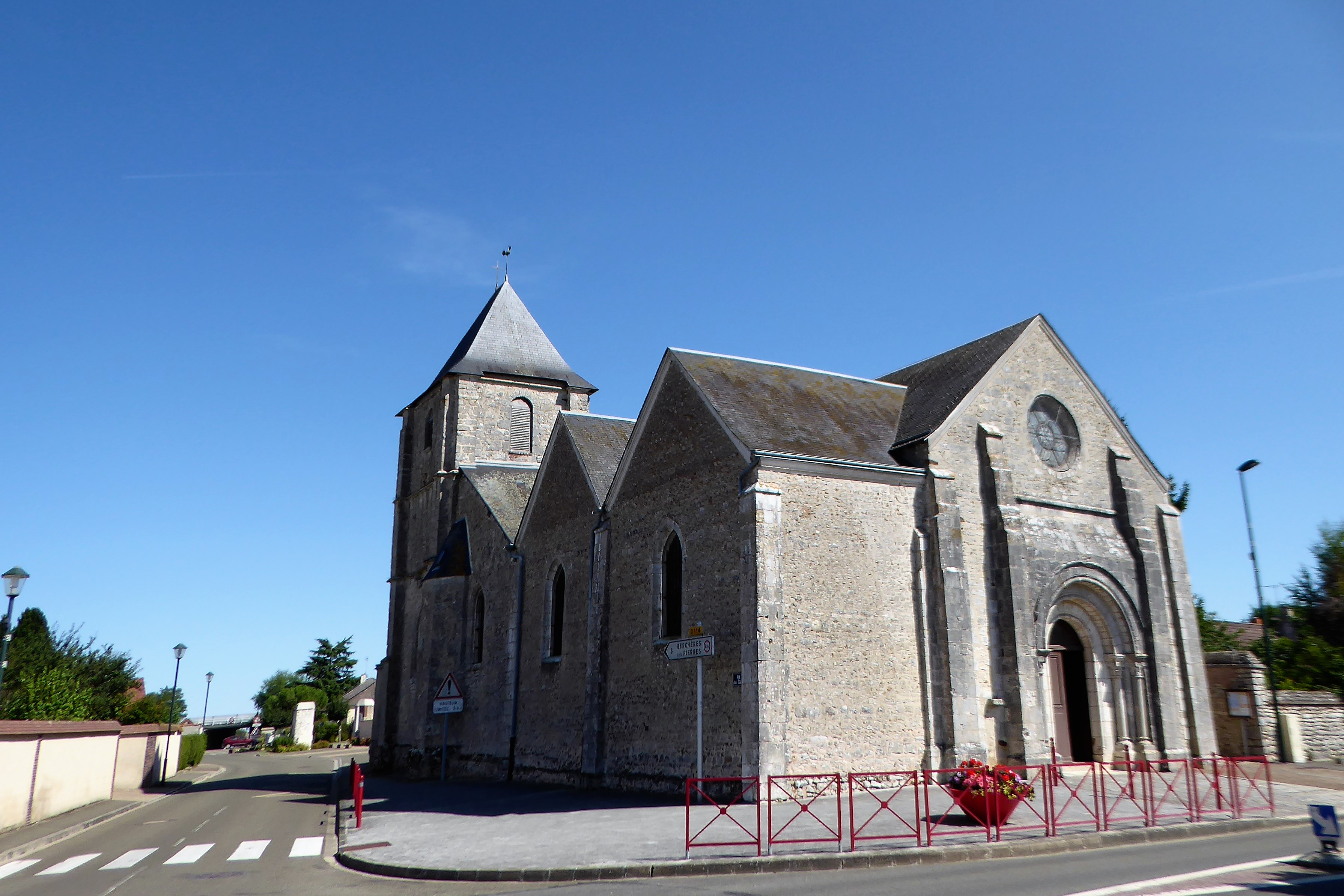
Église Saint-Germain de Morancez.

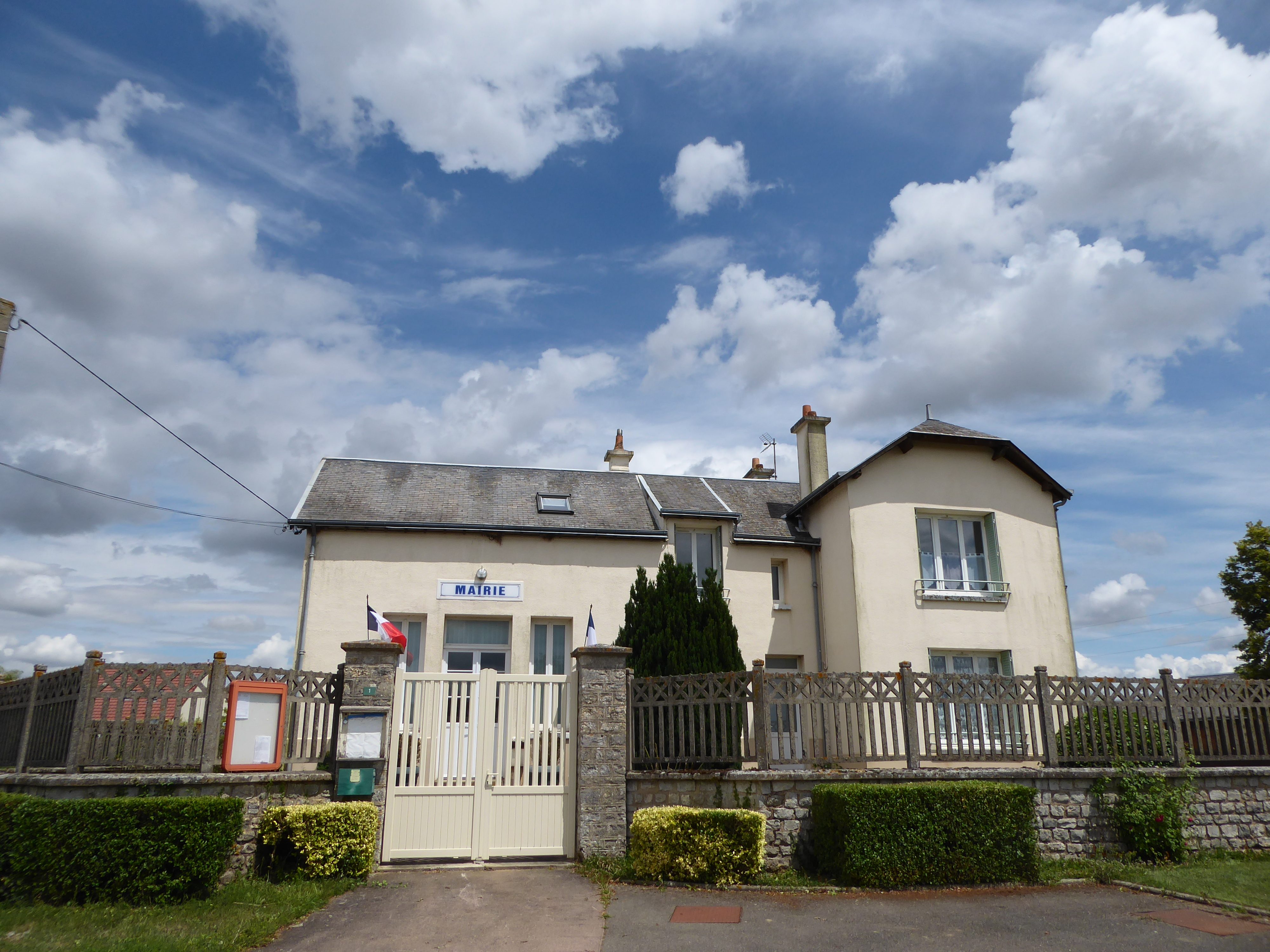
Mairie de Villars.
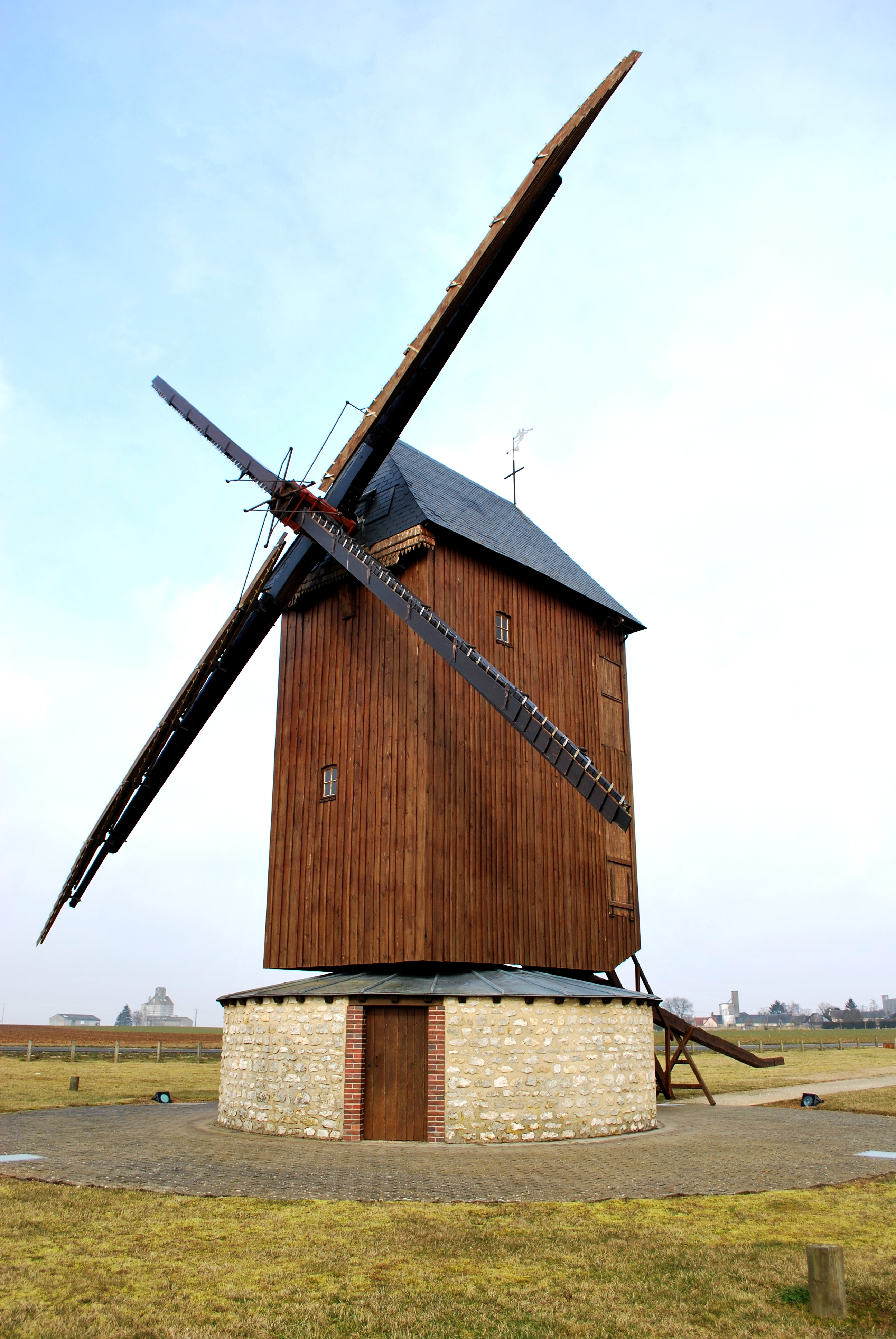
Moulin à vent du Paradis[2], Sancheville.
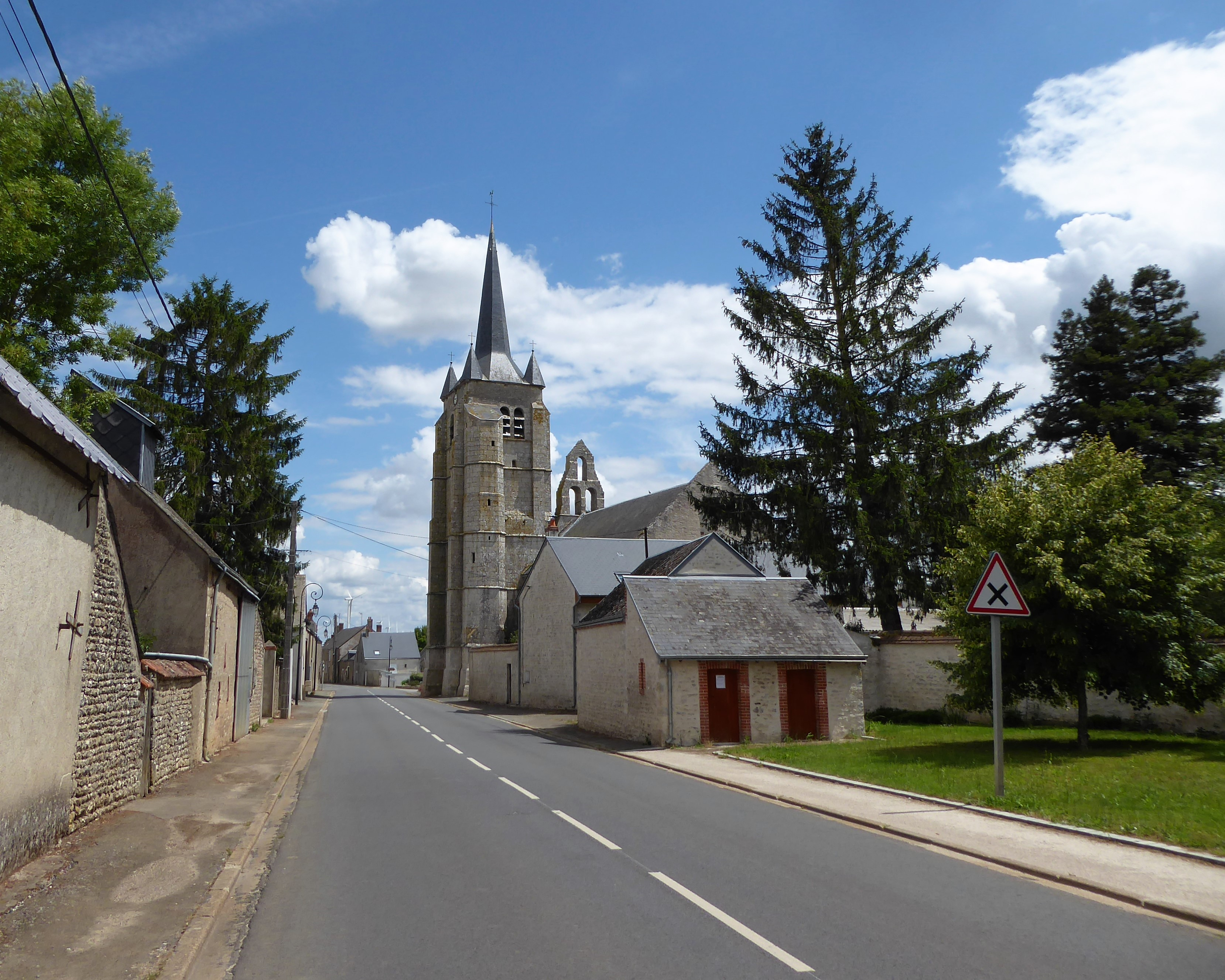
Église Saint-Pierre, Cormainville.

### Loiret
- Patay
- Saint-Péravy-la-Colombe